# Рамґот Крік
Рамґот Крік (англ. Ramgoat Creek) — річка в окрузі Ориндж-Волк (Беліз). Довжина до 10 км. Свої води несе до Ріо-Нуево (Rio Nuevo), зокрема в озеро Нью-Рівер Лагуна (New River Lagoon).
Протікає незаселеною територією округу Ориндж-Волк і є одним з потоків, що впадає в заболочену низину й утворює озеро-пойму. Річище неглибоке з невисокими берегами, в'ється поміж кількох тропічних озер-боліт, при впадінні до Нью-Рівер Лагуна (New River Lagoon) утворює просте гирло.